# Provincie Palencia
Palencia je jednou z provincií Španělska. Leží na severu Pyrenejského poloostrova, v severní části autonomního společenství Kastilie a León, Hraničí s provinciemi León, s autonomním společenstvím a provincií Kantábrie, provinciemi Burgos, a Valladolid.
V provincii žije přibližně 158 tisíc obyvatel, z toho žilo 45 % obyvatel ve městě Palencia, které leží na Kastilském průplavu. Provincie má 191 municipalit, z nichž více než polovinu tvoří vesnice s méně než 200 obyvateli. Největšími obcemi provincie jsou: Guardo, hornické městečko; Aguilar de Campoo, turistická vesnice na severu provincie; Herrera de Pisuerga, brána do Palencinských hor; Venta de Baños, železniční uzel a průmyslové středisko na jihu provincie; Villamuriel de Cerrato, vesnice na jihu, která vděčí za rozvoj továrně Renault a blízkosti města Palencia; Cervera de Pisuerga, v srdci Palencinských hor; Barruelo, hornické město, které bylo nejlidnatějším městem do 60. let 20. st.
Ve středověku vládli Palencii Vizigóti. Basílica de San Juan, nejstarší vizigótský kostel ve Španělsku, byl r. 661 vystavěn v Baños de Cerrato. Ve 13. století byla založena v provincii univerzita – první univerzita ve Španělsku. Později byla přestěhována do Valladolidu.
V Palencii jsou rozsáhlá chráněná území přírody jako Přírodní park Fuentes Carrionas a Fuente Cobre-Montaña Palencia. Termín historický region v Palencii se týká oblastí, vytvořených ve 14. století pod jménem merindades. Kantáberské hory leží v severní části provincie. Na jejím území leží hora Curavacas (2 520 m n. m.) Hlavními komerčními produkty provincie jsou ječmen, pšenice, cukrovka, konopí , lněné a vlněné látky, porcelán, kůže, papír a koberce. Hlavní odvětví průmyslu je metalurgie a potravinářství.
Administrativní dělení:
Provincie má tři soudní okrsky – Palencia, Carrión de los Condes a Cervera de Pisuerga.

## Comarky
Provincie Palencia nemá oficiální dělení na comarky, proto se rozeznává několik členění pro různé účely. Existují zde proto comarky přírodní/comarcas naturales, správní/administrativas, historiské/históricas a zemědělské/agrícolas.
Comarky používané provinční deputací
Provincii Palencia lze dělit na čtyři správní comarky (takto jich užívá ve svých publikacích la Diputación de Palencia:
- Cerrato Palentino
- Montaña Palentina
- Páramos Valles
- Tierra de Campos

## Symboly provincie
Dělený štít, 1) ve stříbře kamenný most nad řekou se zeleným břehem, po němž jsou dva přirození jeleni (Cervera de Pisuerga); v pravém boku ve stříbře černý orel nad modrým polem se třemi stříbrnými liliemi (2,1 - Frechilla); a v levém boku čtvrceno na pokos a) a d) kosmo pruhováno červeně a zlatě, b) a c) v modrém andělské pozdravení "AVE MARIA" stříbrným písmem (Saldaña); a 2) polceno, a) v modrém zlatá kára, b) ve stříbře červený lev (Carrión de los Condes); pravý bok dělen, nahoře v zeleném zlatá sedmicípá hvězda, dole zlatá kravská hlava v červeném (Astudillo); v levém boku v červeném 5 zlatých věží s modrými okny a dveřmi do ondřejského kříže (Baltanás). Přes všechno osmiboký štítek se znakem města Palencia (Čtvrcený štít, 1. a 4. v modrém poli zlatý liliový kříž; 2. a 3. v červeném poli zlatý hrad se třemi věžemi, modrými okny a černými spárami.) Klenot – otevřená královská koruna. Heslo "Armas y Ciencia".
Schváleno dekretem z 25. ledna 1949, potvrzeno na plenárním zasedání deputace 8. února 1949.